# Слободан Ковачевић Профа
Слободан Ковачевић-Профа (Нови Сад, 11. новембар 1907 – Маршамск, 1943) био је политички активиста, учесник Народноослободилачке борбе, технички руководилац штампарије ПК КПЈ за Војводину 1941.

## Биографија
Слободан Ковачевић рођен је 11. новембра 1907. године у Новом Саду где је завршио основну и трговачку школу.
По завршетку школовања запослио се као службеник у Трговачкој комори у Новом Саду. За потребе Коморе упућен је на једногодишње школовање у праг 1937. године за декоратера. У повратку води курс за аранжере у оквиру Трговачке коморе, да би по оснивању  школе за аранжере и декоратере 1940. године у Новом Саду постао њен секретар и предавач. Школа је била смештена у згради „Привредника“.
Почетак Другог светског рата у Југославији затекао га је у Новом Саду. Као члан Комунистичке партије Југославије укључио се у партизански покрет отпора.
Када је у јуну 1941. године Покрајински комитет КПЈ за Војводину одлучио да покрене Агитпроп (агитација и пропаганда) и покрајинску технику за штампу за техничара је изабран Слободан Ковачевић.
Непуних три месеца илегална техника је успешно радила. У њој су умножени многи прогласи Покрајинског и централног комитета КПЈ, затим листови „Вести“, „Борба“, „Билтен Главног штаба“ и разним каналима ширени по Бачкој. Средином септембра у јеку масовних хапшења која је спровела мађарска окупациона власт ухапшен је 14. септембра 1941. године. Након паклених мука кроз које су прошли сви затвореници мађарски окупациони суд осудио га је на доживотну робију.
Казну је издржавао у Будимпешти и Вацу. Крајем новембра 1942 године пребачен је на Источни фронт у оквиру кажњеничке чете. Са групом другова заробљеника успео је да пребегне на страну Црвене армије почетком 1943. године. На жалост сурови услови логорског живота у Мађарској и на Источном фронту трајно су нарушили његово здравље.
Умро је у Маршамску, у СССР-у, у мају 1943.

## Сећање
У знак сећања на личност и рад Слободана Ковачевића Профе постављена је 1971. године спомен-плоча, идејно решење сликара Јована Бикицког из Новог Сада и официра ЈНА Милутина Вранеша из Новог Сада,  на згради у Висарионовој улици број 3 у Новом Саду.
Текст на плочи гласи “У овој згради је живео и радио од маја 1940. године Слободан Ковачевић-Профа члан КПЈ и технички руководилац штампарије ПК КПЈ за Војводину 1941. Ухапшен септембра 1941. Осуђен на доживотну робију. Умро маја 1943. 1941-1971. Месна организација СКЈ и СУБНОР-а Подбара“.

## Галерија
- Кућа у којој је живео и радио 1940-41., Висарионова 3, Нови Сад
- Споме плоча на згради у којој је Слободан Ковачевић живео и радио 1940-41